# Mykelti Williamson
Mykelti Williamson, tidigare Mykel T. Williamson, född 4 mars 1957 i Saint Louis, Missouri, är en amerikansk skådespelare.
Williamson har haft biroller i TV-serier som Miami Vice, Spanarna på Hill Street, En röst i natten och CSI: New York. Han har emellertid blivit mest känd som "Bubba" i filmen Forrest Gump.

## Filmografi i urval
- 1983–1986 – Spanarna på Hill Street (TV-serie) (nio avsnitt)
- 1984–1985 – Miami Vice (TV-serie) (två avsnitt)
- 1986 – Tjejen som tog hem spelet
- 1988 – Miracle Mile
- 1988–1991 – En röst i natten (TV-serie) (47 avsnitt)
- 1993 – Rädda Willy
- 1994 – Forrest Gump
- 1995 – Hur man gör ett amerikanskt lapptäcke
- 1995 – Heat
- 1995 – Hålla andan
- 1997 – Con Air
- 1997 – Species II
- 1999 – Three Kings
- 2001 – Ali
- 2002–2003 – Boomtown (TV-serie) (24 avsnitt)
- 2004 – Attentatet mot Richard Nixon
- 2004 – After the Sunset
- 2006 – Lucky Number Slevin
- 2007–2009 – CSI: New York (TV-serie) (sju avsnitt)
- 2007 – August Rush
- 2009 – The Final Destination
- 2010 – 24 (TV-serie) (17 avsnitt)
- 2016 – The Purge: Election Year